# Arthrinium sporophleum
Arthrinium sporophleum is een schimmel behorend tot de familie Apiosporaceae. 

## Kenmerken
Hij komt met name voor in maart tot april. In mei zien kolonies er verweerd uit en zijn er nog maar een paar conidioforen over. Hoewel er conidia kunnen overblijven.

## Verspreiding
Het komt met name voor in Europa, met enkele waarnemingen daarbuiten. 